# 雅纳乌巴
雅纳乌巴是巴西米纳斯吉拉斯州的一个市镇。总面积2189平方公里，总人口65387人，人口密度29.9人/平方公里。